# Hale Glacier
Hale Glacier är en glaciär i Antarktis. Den ligger i Västantarktis. Inget land gör anspråk på området. Hale Glacier ligger 27 meter över havet.
Terrängen runt Hale Glacier är platt åt sydväst, men åt nordost är den kuperad.  Trakten är obefolkad. Det finns inga samhällen i närheten.